# Indigofera pilosa
Indigofera pilosa là một loài thực vật có hoa trong họ Đậu. Loài này được Poir. miêu tả khoa học đầu tiên.